# Никулино (Лычёвская волость)
Никулино — деревня в Великолукском районе Псковской области России. Входит в состав Лычёвской волости.

## География
Расположена в центре района, на юго-западной окраине Великих Лук.

## Население
| 2001 | 2002 | 2010 |
| ---- | ---- | ---- |
| 220  | ↘160 | ↘159 |

Численность населения деревни по состоянию на начало 2001 года 220 жителей.